# Битибаева, Канипа Омаргалиевна
Канипа Омаргалиевна Битибаева (каз. Қанипа Омарғалиқызы Бітібаева; 1 мая 1945, с. Жетыарал, Тарбагатайский район, Восточно-Казахстанская область — 2014) — советский и казахстанский школный педагог. Заслуженный учитель Казахстана (1992). Заслуженный деятель Казахстана (2010). Лауреат Государственной премии СССР (1989). 

## Семья
Отец - Битибаев Омаргали, ныне покойный, участник ВОВ. Мать - Битибаева Азине, ныне покойная, мать-героиня. Муж - Курсакпаев Толеген Ибраевич, пенсионер. Дочь - Айжан, кандидат педагогических наук.

## Образование и профессиональная карьера
Окончила филологический факультет Семипалатинского педагогического института им. Н.К. Крупской (1968), учительница казахского языка и литературы.
В 1968-1980 гг. работала учительницей казахского языка и литературы в средней школе имени В.И. Ленина Тарбагатайского района Восточно-Казахстанской области, завучем в школе Жетыарала (Восточно-Казахстанская область). С 1980 года — учительница казахского языка и литературы областной специализированной школы-гимназии-интерната имени Джамбыла для одаренных детей в городе Усть-Каменогорск.

## Награды
- 1976 — Отличник народного просвещения Казахской ССР;
- 1977 (1 июня) — Знак «Победитель социалистического соревнования»;
- 1982 (31 декабря) — звание «Учитель-методист» от Министерства просвещения Казахской ССР;
- 1986 (19 июня) — Отличник просвещения СССР;
- 1988 (28 января) — Медаль Н. К. Крупской;
- 1989 — Государственная премия СССР за  выдающиеся достижения  в  труде, большой  личный  вклад в  разработку и  внедрение  передовых  методов  работы;
- 1992 (27 августа) — Указом Президента РК награждена почетным званием «Заслуженный работник народного образования Казахстана»;
- 2001 (1 февраля) — Нагрудный знак МОН РК «Почётный работник образования РК»;
- 2004 (7 декабря) — Указом Президента РК награждена орденом «Курмет» — за заслуги в развитии отечественной педагогики и общественную активность.;
- 2008 (4 ноября) — Медаль Ибрая Алтынсарина от МОН РК — за особые заслуги в области просвещения и педагогической науки;
- 2010 (7 декабря) — Указом Президента РК награждена почетным званием «Заслуженный деятель Казахстана» — за большой личный вклад в развитие образования и многолетнюю добросовестную работу.;
- 2011 (10 ноября) — Медаль «20 лет независимости Республики Казахстан»;
- 2011 — Звание «Почетный гражданин Восточно-Казахстанской области» и др;

## Труды
Автор 22 книг, учебных пособий "Преподавание М.Ауэзова в школе (1990), "Преподавание Абая в школе" (1995), "Углубленное изучение казахской литературы" (1997), "Литературоведение" (2003), 70 статей о преподавании казахской литературы.